# Unione Sportiva Puteolana 1920-1921
Questa pagina raccoglie i dati riguardanti la Puteolana nelle competizioni ufficiali della stagione 1920-1921.

## Divise
| Manica sinistra · Manica sinistra · Maglietta · Maglietta · Manica destra · Manica destra · Pantaloncini · Calzettoni |

## Organigramma societario
Area direttiva
- Presidente: Alfonso D'Amato

Area tecnica
- Allenatore: Luigi Lucignano

## Rosa
| N. |                   | Ruolo | Calciatore                    |
| -- | ----------------- | ----- | ----------------------------- |
|    | Italia (bandiera) | P     | Antonio Arciprete             |
|    | Italia (bandiera) | P     | Pino Rinetti                  |
|    | Italia (bandiera) | D     | Bonello                       |
|    | Italia (bandiera) | D     | Bonetti                       |
|    | Italia (bandiera) | D     | Dupuis                        |
|    | Italia (bandiera) | D     | Giuseppe Lobianco             |
|    | Italia (bandiera) | D     | Olindo Giovanni Manfrenati    |
|    | Italia (bandiera) | D     | Ormeo                         |
|    | Italia (bandiera) | C     | Nicola Cassese                |
|    | Italia (bandiera) | C     | Grassi                        |
|    | Italia (bandiera) | C     | Giovanni Battista Moretti III |
|    | Italia (bandiera) | C     | Nicola Paolino                |

| N. |                   | Ruolo | Calciatore          |
| -- | ----------------- | ----- | ------------------- |
|    | Italia (bandiera) | C     | Andrea Peluso       |
|    | Italia (bandiera) | A     | Bruna               |
|    | Italia (bandiera) | A     | Angelo De Carluccio |
|    | Italia (bandiera) | A     | Doglioli            |
|    | Italia (bandiera) | A     | La Sala             |
|    | Italia (bandiera) | A     | Augusto Lubrano     |
|    | Italia (bandiera) | A     | Masi                |
|    | Italia (bandiera) | A     | Angelo Parodi       |
|    | Italia (bandiera) | A     | Rivolta             |
|    | Italia (bandiera) |       | Cavaliere           |
|    | Italia (bandiera) |       | Elia                |
|    | Italia (bandiera) |       | Grossi              |

## Risultati

### Prima Categoria

#### Girone di andata
| Arbitro: | Marsiglia |

|            |           |            |
| Sacchi 46’ | Marcatori | 2’ Lubrano |

| Arbitro: | Marsiglia |

|  |           |              |
|  | Marcatori | 22’ Lobianco |

| Arbitro: | Argento (Napoli) |

|                                    |           |              |
| De Carluccio 5’ Bruna 55’ Elia 58’ | Marcatori | 48’ Molaschi |

#### Girone di ritorno
| Arbitro: | Argento (Napoli) |

|                                                       |           |  |
| Parodi 8’, 72’, 75’, 83’ Grassi 17’ Lobianco 37’, 79’ | Marcatori |  |

| Arbitro: | Argento (Napoli) |

|           |           |                    |
| Ghisi 85’ | Marcatori | 1’ Peluso 49’ Elia |

| Pozzuoli 1º febbraio 1921 6ª giornata | Puteolana | 2 – 0 (A tavolino) | Salernitana | Campo Armstrong |

#### Girone di andata
| Arbitro: | Trama (Torre Annunziata) |

|                                 |           |  |
| Steiger 78’ (aut.) Lobianco 84’ | Marcatori |  |

| Arbitro: | Argento (Napoli) |

|  |           |              |
|  | Marcatori | 44’ Lobianco |

| Arbitro: | Cammarota |

|                                  |           |                               |
| Elia 31’ Peluso 49’ Doglioli 85’ | Marcatori | 23’ Bruschini II 70’ Casabona |

#### Girone di ritorno
| Arbitro: | Senes |

|                    |           |                                            |
| Steiger 88’ (rig.) | Marcatori | 36’ Doglioli 37’ De Carluccio 46’ Lobianco |

| Arbitro: | Moretti I |

|                  |           |             |
| Lobianco 6’, 80’ | Marcatori | 75’ Invorio |

| Arbitro: | Argento (Napoli) |

|                                   |           |  |
| Valente 32’, 60’ Bruschini II 33’ | Marcatori |  |

## Statistiche

### Statistiche di squadra
| Competizione                                               | Punti | In casa | In casa | In casa | In casa | In casa | In casa | In trasferta | In trasferta | In trasferta | In trasferta | In trasferta | In trasferta | In campo neutro | In campo neutro | In campo neutro | In campo neutro | In campo neutro | In campo neutro | Totale | Totale | Totale | Totale | Totale | Totale | DR  |
| Competizione                                               | Punti | G       | V       | N       | P       | Gf      | Gs      | G            | V            | N            | P            | Gf           | Gs           | G               | V               | N               | P               | Gf              | Gs              | G      | V      | N      | P      | Gf     | Gs     | DR  |
| ---------------------------------------------------------- | ----- | ------- | ------- | ------- | ------- | ------- | ------- | ------------ | ------------ | ------------ | ------------ | ------------ | ------------ | --------------- | --------------- | --------------- | --------------- | --------------- | --------------- | ------ | ------ | ------ | ------ | ------ | ------ | --- |
| Prima Categoria 1920-1921 / Lega Sud-Girone Campano        | 11    | 3       | 3       | 0       | 0       | 15      | 1       | 3            | 2            | 1            | 0            | 4            | 2            | 0               | 0               | 0               | 0               | 0               | 0               | 6      | 5      | 1      | 0      | 19     | 3      | +16 |
| Prima Categoria 1920-1921 / Lega Sud-Girone Finale Campano | 10    | 3       | 3       | 0       | 0       | 7       | 3       | 3            | 2            | 0            | 1            | 4            | 3            | 0               | 0               | 0               | 0               | 0               | 0               | 6      | 5      | 0      | 1      | 11     | 6      | +5  |
| Totale                                                     | 21    | 6       | 6       | 0       | 0       | 22      | 4       | 6            | 4            | 1            | 1            | 8            | 5            | 0               | 0               | 0               | 0               | 0               | 0               | 12     | 10     | 1      | 1      | 30     | 9      | +21 |

### Statistiche dei giocatori
| Giocatore         | Prima Categoria | Prima Categoria |
| Giocatore         | Presenze        | Reti            |
| ----------------- | --------------- | --------------- |
| A. Arciprete      | 1               | -1              |
| Bonello           | 6               | 0               |
| Bonetti           | 2               | 0               |
| Bruna             | 1               | 1               |
| N. Cassese        | 1               | 0               |
| Cavaliere         | 3               | 0               |
| A. De Carluccio   | 11              | 2               |
| Doglioli          | 6               | 2               |
| Dupuis            | 1               | 0               |
| Elia              | 9               | 3               |
| Grassi            | 5               | 1               |
| Grossi            | 7               | 0               |
| La Sala           | 3               | 0               |
| G. Lobianco       | 11              | 7               |
| A. Lubrano        | 1               | 1               |
| O. G. Manfrenati  | 11              | 0               |
| Masi              | 1               | 1               |
| G. B. Moretti III | 11              | 0               |
| Ormeo             | 2               | 0               |
| N. Paolino        | 7               | 0               |
| A. Parodi         | 2               | 4               |
| A. Peluso         | 8               | 2               |
| P. Rinetti        | 10              | -9              |
| Rivolta           | 1               | 0               |